# Hanoi de la răsărit la asfințit
Hanoi de la răsărit la asfințit este un film românesc din 1967 regizat de Pavel Constantinescu.